# Shannon Nemzeti Park
A Shannon Nemzeti Park Nyugat-Ausztráliában található, Perthtől 302 kilométernyire délre helyezkedik el és 55 kilométernyire fekszik Manjimup településtől. 1988-ban vált nemzeti parkká. 
A park a Shannon-folyó teljes vízgyűjtő területét magába foglalja.
A területen vízi élőhelyek és fenyérek váltják egymást, valamint tarkalevelű eukaliptuszerdők is találhatóak. A fakitermeléstől még érintetlen vidék a környék megközelíthetetlen voltának köszönheti fennmaradását. 
Egy fűrészmalmot építettek Shannonban az 1940-es évek közepén a második világháború miatt kialakult nyersanyaghiány csökkentésére. A városka több mint 90 lakóházza, postahivatallal, városházával, templommal és óvodával büszkélkedhet. 1949-ben a folyón létesített gát segítségével oldották meg a város ivóvízellátását a szárazabb nyári hónapok idejére. A fűrészmalmot 1968-ban bezárták, majd a lakosság eladta ingatlanait és elköltöztek. Az egykori város helyén ma kemping található. A park területére belépő fizetése után lehetséges belépni. 
A parkban 1996-ban készült el a Great Forest Trees Drive út, amely egy javított talajút, ami az idelátogatók kényelmét hivatott szolgálni.

## Fordítás
Ez a szócikk részben vagy egészben  a   Shannon National Park című angol Wikipédia-szócikk ezen változatának fordításán alapul.  Az eredeti cikk szerkesztőit annak laptörténete sorolja fel. Ez a jelzés csupán a megfogalmazás eredetét és a szerzői jogokat jelzi, nem szolgál a cikkben szereplő információk forrásmegjelöléseként.